# Книжковий клуб
Книжковий клуб — це формальна чи неформальна організація, яка об'єднує любителів читання у різних містах та країнах світу.
Книжковий клуб — це тип книготорговельного підприємства, що реалізує видавничу продукцію за допомогою каталожної торгівлі і об’єднує читачів внутрішніми обов’язковими за допомогою клубної системи.
Основна мета книжкових клубів — забезпечити читачам можливість купувати, позичати, обмінюватись книгами.
Книжкові клуби можна поділити на кілька категорій.
- 1. Клуб — представництво одного або кількох видавництв, що працює як Інтернет-магазин або пропонує замовлення книг поштою.
- 2. Клуб, що поєднує в собі магазин та видавництво. Відмінність його від першого різновиду в тому, що клуб не лише виступає посередником між стороннім видавництвом та читачами, а й самостійно випускає книги, найчастіше унікальні.
- 3. Клуб-«бібліотека», посередник в обміні книгами та накопичувач літератури. Головне завдання такого клубу — забезпечення книголюбів максимально зручним та корисним механізмом прокату та обміну книг.
- 4. Клуб культурно-соціального значення, основним завданням якого є підвищення рівня читачів. Особливість цього клубу полягає в його подобі літературному кафе Срібного віку: тут відвідувач може випити філіжанку кави, обговорити прочитане, зустрітися з письменником чи режисером, оглянути виставку тощо.
- 5. Клуб як спосіб проведення дозвілля. Особливість його у регулярних та тривалих зустрічах книголюбів у певному місці, а також відсутність прямого контакту з видавництвами. Книги надаються виключно членами клубу з особистих бібліотек. Головною перевагою клубних зустрічей завсідники вважають теплу, затишну, дружню атмосферу.

Книжкові клуби за типом продукції можна поділити на два види: універсальні («Клуб родинного дозвілля» (Україна), «Гільдія Гуттенберга» (Німеччина), «Світ книжки» (Польща)) та спеціалізовані («Клуб Волта Діснея» — дитяча художня література за мотивами мультфільмів Волта Діснея (Україна), «Хісторі Бук Клаб» — книги на історичну тематику (Велика Британія), «Пуффі» — клуб дитячої книги (Велика Британія), «Клуб книжки мілітаріа» — військова тематика (Польща), «Клуб поціновувачів історичної книги» — книги на історичну тематику (Польща)). Спеціалізовані клуби поділяються за різними принципами: тематичний, віковий, професійний та ін .
За тематикою книжкові клуби поділяються на літературні, спеціалізовані, професійні, релігійні та дитячі. Усередині клубів можуть створюватись різні групи за інтересами .
Усі різновиди книжкових клубів мають на увазі активне спілкування книголюбів між собою. Там, де індивідуальні зустрічі нереальні (через, наприклад, великих відстаней), працюють Інтернет-форуми, що забезпечують можливість обмінюватися думками, своєю творчістю і взаємодіяти з адміністрацією клубів.
Членам книжкового клубу найчастіше надаються різні привілеї: знижки (від невеликих до суттєвих), можливість брати участь у розіграшах призів, передплата серії книг, доступ до цінної, унікальної літератури тощо.
Деякі книжкові клуби організують ексклюзивні онлайн-чати та форуми з авторами найкращих книг.

## Інтернет-ресурси
- American Library Association Public Programs Office Book Discussion Series list of book discussion programs developed by the ALA
- Library of Congress Center for the Book the program's official web site